# Nepal Television Corporation
Nepal Television Corporation (en abrégé NTVC) est l'entreprise publique de télévision du Népal. Sa création remonte au mois de février 1986, quelques mois après l'introduction officielle de la télévision dans le pays. Elle opère deux chaînes de télévision nationales (Nepal TV et NTV 2 Metro) ainsi qu'une chaîne internationale reprenant certains programmes phares à destination de la diaspora. 
Nepal Television est membre de plein droit de l'union de radiodiffusion pour l'Asie et le Pacifique et membre associé de l'union européenne de radio-télévision.

## Histoire
L'histoire de la télévision népalaise est relativement récente au regard de la plupart des autres nations asiatiques, qui se sont dotées de chaînes de télévision dans le courant des années 1960 ou 1970 (à l'exception du Bhoutan qui ne lance sa propre chaîne de télévision qu'en 1999).
Jusqu'au début des années 1980, les seules images pouvant être reçues (avec difficulté, étant donné la situation géographique du pays) sont celles de la chaîne de télévision indienne Doordarshan. Désireux de doter le pays d'un média authentiquement national, le gouvernement du roi Birendra Bir Bikram Shah Dev met la création d'une chaîne de télévision à l'ordre du jour du sixième plan de développement (1980-1985). 
Les débuts sont modestes et à cette époque on ne compte guère plus de 400 téléviseurs dans l'ensemble du royaume. Lors du lancement de la télévision en 1985, les émissions sont limitées à trente minutes quotidiennes, mais suffisent à ce que la population investisse autant que possible dans l'achat du matériel nécessaire. Quelques mois plus tard, le temps d'antenne quotidien passe de trente minutes à deux heures (1986).
Les deux chaînes de la télévision publique népalaise émettent désormais 24 heures sur 24 sur le réseau hertzien, couvrant par ce biais 32 % du territoire national et 42 % de la population du pays. Les émissions sont relayées par satellite (Thaicom 5), permettant une couverture théorique de la totalité du territoire.